# Аполлинарий (Дубинин)
Епи́скоп Аполлина́рий (в миру Александр Григорьевич Дубинин; 1 января 1949, Орловская область — 12 января 2021, Курск) — советский и российский учёный-химик и деятель старообрядчества, в 1999—2016 годы — предстоятель Древлеправославной церкви России (Курской епископии); профессор Российского химико-технологического университета имени Д. И. Менделеева и специалист по биоэлектрохимии. Кандидат химических наук (1974).

## Образование и научная деятельность
Родился 1 января 1949 года в Орловской области в старообрядческой семье: «Я родился в семье религиозной, старообрядческой, как у нас говорят, исторически старообрядческой. Мама, дедушка, все по маминой линии были старообрядцами. У нас открытая семья была. Были, конечно, запреты, но разумные. Например, запрет на курение, но запрета на ученье не было».
В пятилетнем возрасте увлёкся химией. В 1966 году окончил с золотой медалью Троснянскую среднюю школу Орловской области.
В 1966 году поступил, а в 1971 году окончил Московский химико-технологический институт по специальности инженер-технолог (технология электрохимических производств). С 1971 по 1974 год обучался в аспирантуре того же института. В 1974 году защитил диссертацию на соискание учёной степени кандидата химических наук. Принят на работу в Российский химико-технологический университет на кафедру «Процессы и аппараты химической технологии».
С 1975 по 1986 год работал в качестве старшего научного сотрудника во Всесоюзном научно-исследовательском институте химических средств защиты растений. С 1976 по 1982 год одновременно работал доцентом в Московском институте повышения квалификации руководящих работников и специалистов Министерства химической промышленности СССР.
С 1988 года — член Международного биоэлектрохимического общества. С 1996 года — член Нью-Йоркской академии наук.

## Священническое служение в Русской древлеправославной церкви
Являлся прихожанином Русской древлеправославной церкви, поддерживал тесные связи со старообрядцами из разных регионов СССР, и ко времени изменения политической ситуации в стране и распада СССР, вероятно, имел определённый авторитет среди старообрядцев. «У моей мамы был духовный отец, священник из Курской области, отец Иоанн. Мама уже была в возрасте солидном, она не могла ездить в церковь, поэтому он приезжал и исповедовал её в Великий пост. Я его до этого видел, а тут просто случайно произошло, что я приехал к маме, и он приехал. И он говорит: становись священником. Я говорю: батюшка, как же я могу стать священником? Я же ничего не знаю. — Ничего, научат. — Нет, ни в коем случае! Но, тем не менее, это у него запало, он поехал к священноначалию, к епископу, и ко мне стали в Москву они приезжать, но не специально ко мне, по своим делам, но и встречаться со мной. И после нескольких встреч, когда я окончательно сказал, что не могу бросить свою работу, они сами предложили, чтобы я и работал и одновременно служил. Я ничего не знал. Конечно, умел немножечко читать Псалтырь и так далее, но этого было совершенно недостаточно для того, чтобы стать священником, а тем более, по службе я ничего не знал. Мне приходилось после того, как я уже дал согласие и после того, как меня рукоположили в священники, учить все в течение довольно продолжительного времени».

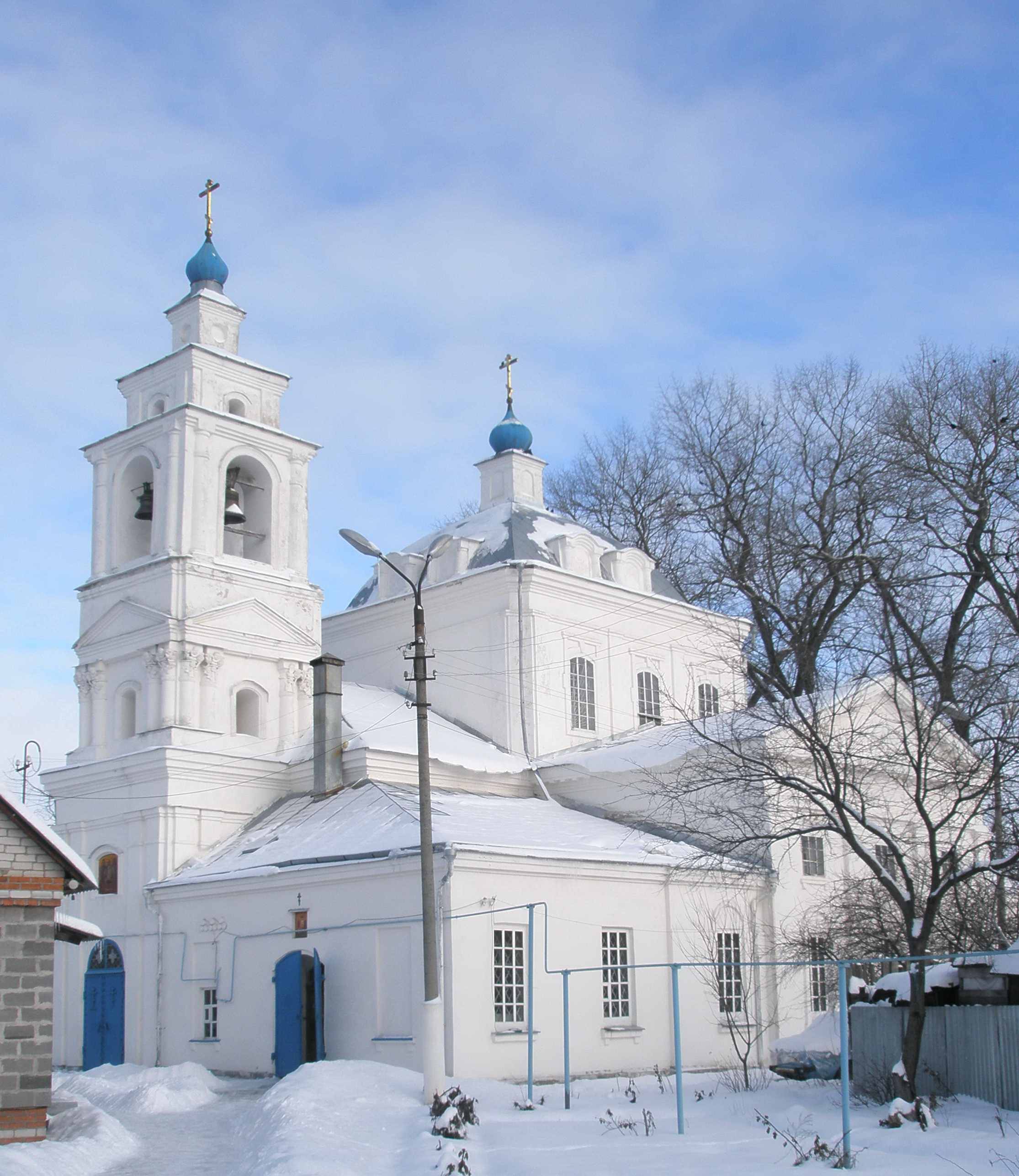
Успенская церковь в Курске

В 1990 году, когда старообрядческой общине РДЦ в Курске был передан Успенский храм, построенный в XVIII веке, старообрядцы пригласили его занять должность священника: «Меня совершенно неожиданно нашли в Москве старообрядцы. Они сказали, что курской общине возвратили храм и приходу срочно нужен священник». Вскоре на это последовало
благословения первоиерарха РДЦ, архиепископа Новозыбковского, Московского и всея Руси Геннадия (Антонова), который в 1990 году лично совершил пострижение в иночество Александра Дубинина с наречением
имени Аполлинарий и рукоположил его в священный сан, 26 августа 1990 года назначив настоятелем Успенского храма в Курске, совмещая эту деятельность с научно-преподавательской. По его словам, «возникла странная ситуация — я продолжал работать в Московском химико-технологическом институте имени Д. И. Менделеева и вместе с тем был священником. Вначале было очень сложно: я разрывался между лекциями и богослужениями. Через два года руководство университета пошло мне навстречу, под меня стали подстраивать расписание занятий».
Сумел создать крепкую и довольно многочисленную общину старообрядцев в Курске. Привлёк в неё не только старообрядцев, но и ранее неверующих людей, нашедших свое место в общине Успенского храма. Однако совмещение деятельности стало вызвать все больше нареканий со стороны некоторых ревнителей старообрядческого благочестия из окружения архиепископа Новозыбковского. Нарекания переросли в разбирательства и были вынесены на обсуждение Общецерковных соборов РДЦ. Так, в деяниях Собора РДЦ от 18-21 июня 1992 года значится: «Рассматривался вопрос о священноиноке Аполлинарии (настоятеле древлеправославного храма в г. Курске), который несмотря на предупреждение Совещания Совета Архиепископии от 19 февраля 1992 года, в нарушение канонических правил совмещает священническое служение с преподавательской работой в одном из вузов Москвы. К тому же священноинок Аполлинарий не явился на Собор». В Деяниях Архиерейского собора РДЦ от 10-11 февраля 1993 года значится: «Священноинока Аполлинария, не явившегося на прошлогодний Собор епископов и по причине болезни не прибывшего по вызову Архиепископа на нынешнее Совещание Совета Архиепископии, постараться убедить, что преподавательская работа в вузе несовместима со служением в Церкви Христовой в качестве священника. Добиться, чтобы священноинок Аполлинарий осознал, что, работая в институте, он нарушает канонические правила и за это несет ответственность перед Богом». 5 июня 1996 года Архиерейский собор РДЦ вновь «обсуждались нарушения со стороны настоятеля прихода г. Курска
священноинока о. Аполлинария: а) его заграничные поездки без благословения Архиепископа и выступлениями по радио и телевидению; б) его неоставление гражданской должности после неоднократного предупреждения со стороны Архиепископии». Признав свою «вину», Аполлинарий «просил Совет епископов разрешить ему поработать на гражданской работе до марта месяца для выработки стажа работы. Совет епископов удовлетворил его просьбу и окончательно предупредил, что в случае неоставления им гражданской должности в марте месяце 1997 г., он будет немедленно освобожден от церковного служения». Однако в апреле 1997 года Аполлинарий (Дубинин) вновь заключил пятилетний трудовой договор с ВУЗом, что стало предметом разбирательства Архиерейского Собора Русской Древлеправославной Церкви, прошедшего 4-5 сентября 1997 года, который снисходительно разрешил ему доработать, согласно данному трудовому договору до 2001 года.
В 1996 года на Курско-Самарскую кафедру РДЦ был назначен епископ Лев (Бобылев), который, прибыв в Курск, поселился при Успенском храме, устроив там свою резиденцию. Данное обстоятельство послужило к появлению взаимной антипатии между новоприбывшим епископом и настоятелем храма, и перешло в затяжной конфликт. Не смог уладить конфликт только что избранный новым предстоятелем РДЦ архиепископ Аристарх (Калинин), посетивший приход 21-22 июня 1997 года. Осенью того же года, священноинок Аполлинарий всё же решил проявить смирение. «В результате священноинок Аполлинарий дал о себе следующее письменное свидетельство: „Обязуюсь постоянно быть в единении с Архиепископией и помогать Епископу Льву. Священноинок Аполлинарий“. 4 сентября 1997 года». Одновременно в приход был назначен второй клирик — священноинок Афанасий. Епископ Лев постоянно жаловался на непокорного клирика новому архиепископу Новозыбковскому, Московскому и всея Руси Аристарху (Калинину), выражая неудовольствие относительно частых поездок Аполлинария в Европу и Америку на научные конференции по биоэлектрохимии и богословию без его разрешения. Предстоятель РДЦ в свою очередь неоднократно направлял священноиноку Аполлинарию приглашение прибыть в Новозыбков для выяснения обстоятельств конфликта. В ноябре 1998 года священноник Аполлинарий посетил архиепископа Аристарха, но стороны конфликта так ни к чему и не пришли, хотя и совершали совместные богослужения в Курске и даже совместно освятили новый предел Успенского храма во имя святых Космы и Дамиана. Несмотря на конфликтную ситуацию, в официальном печатном органе РДЦ — «Древлеправославном календаре» на 1999 года было опубликовано поздравление священноиноку Аполлинарию с 50-летием со дня рождения с тёплыми пожеланиями. После этого последовало ещё несколько приглашений посетить Новозыбковскую архиепископию, которые однако были проигнорированы, в результате чего архиепископ Аристарх 27 ноября 1999 года запретил священноинока Аполлинария в служении, о чём известил епископа Льва и приход Успенского храма телеграммой.

## Предстатель Курской архиепископии
Поначалу подчинившись прещениям, вскоре Аполлинарий заявил о разрыве с Русской древлеправославной церковью, выдвинув «против священноначалия Древлеправославной Церкви обвинения в тесном сотрудничестве с белокриницкими старообрядцами, в признании троеперстия равноспасительным двоеперстию, а также уличил в применении тоталитарных методов управления церковью». В своём стремлении к поиску канонического епископа, который бы согласился принять запрещенного клирика с группой приверженцев, Аполлинарий (Дубинин) обратился к епископу Евмению (Титову), окормляющему 5 приходов в Румынии, который отложился от РДЦ в 1999 году. В итоге 23 декабря 1999 года Апполинарий был лишён священного сана Архиерейским собором РДЦ.
19 апреля 2000 года Аполлинария (Дубинина) задержали в Брянской области на границе с Белоруссией со старообрядческими книгами, которые посчитали контрабандой, в связи с чем 10 мая было возбуждено уголовное дело по статье 188 часть 2 Уголовного кодекса РФ (контрабанда культурных ценностей), которое передали в Брянское отделение ФСБ. Брянский суд приговорил епископа Аполлинария к трём годам лишения свободы, однако его сразу амнистировали по случаю 55-летия окончания Второй мировой войны. Сам Аполлинарий не признал себя виновным.
Прещений не признал, и 19 ноября 2000 года епископ Евмений (Титов) единолично рукоположил Аполлинария (Дубинина) в сан епископа Курского. Получив сан епископа, Аполлинарий (Дубинин) приступил к перерегистрации своей общины, получившей наименование «Древлеправославная церковь России (Курская епископия)», позже сменившей наименование на «Древлеправославная церковь». Фактически была создана новая немногочисленная старообрядческая юрисдикция, насчитывающая в своём составе двух епископов. В 2000—2001 годах сторонники нового предстоятеля РДЦ архиепископа Александра (Калинина) предпринимали четыре попытки силой отнять курский храм у сторонников Аполлинария, но они были пресечены членами общины епископа Аполлинария. 23 февраля 2001 года Собор РДС принял решение лишить епископа Евмения епископского сана на основании 28-го Правила Карфагенского Собора, 25-го Апостольского Правила, 14-го и 15-го Правил Двукратного Собора, 35-го Апостольского Правила и других.
Пытаясь увеличить число своих приверженцев и клириков, епископ Аполлинарий приступил к формированию собственной иерархии. 21 октября 2001 года в сан епископа Богородского и Суздальского был рукоположен Антоний (Баскаков), выпускник Московской духовной семинарии и академии РПЦ, принявший сан в РДЦ в 1989 году и поддержавший епископа Аполлинария. В 2001 году духовным главой новой юрисдикции был объявлен Евмений (Титов), возведённый в сан архиепископа. Но всю административную власть в группе сосредоточил в своих руках епископ Аполлинарий (Дубинин), существенно увеличивший количество своих сторонников, образовавших новые немногочисленные общины верующих. На начало января 2002 год, новая юрисдикция декларировала о наличии в своём составе девяти священнослужителей и пяти приходов в Румынии, подчиняющихся архиепископу Евмению, а также о ряде приходов под непосредственным руководством епископа Аполлинария: Успенский приход в Курске, приход во имя святителя Спиридона в Кременчуге Полтавской области (Украина), приход во имя апостолов Петра и Павла в Приморско-Ахтарске Краснодарского края, община в селе 2-я Воробьевка Золотухинского райна Курской области, Покровский приход в хуторе Ново-Покровском Краснодарского края, а также небольшие общины в Москве, городе Кизляре и селе Некрасовке (Республика Дагестан). Помимо этого, заявлялось о существовании приверженцев новой юрисдикции, проживающих в Ростовской области, Краснодарском крае и т. д.. По состоянию на середину 2004 года Аполлинарий (Дубинин) утверждал, что в его юрисдикции «находятся четыре прихода в Курской области, два прихода на Кубани, два в Дагестане, небольшие общины в Сочи и в Санкт-Петербурге, несколько приходов на территории Украины. Все они зарегистрированы в местных управлениях Минюста, но есть приходы, в которых верующие отказываются от регистрации». 3 мая 2004 года епископы Аполлинарий и Антоний посетили главу РПСЦ митрополита Андриана (Четвергова), с которым обсуждали насущные вопросы своей юрисдикции и взаимодействия с РПСЦ.
Тем не менее, вскоре Курская архиепископия понесла утраты. В результате судебного процесса и силовых акций в мае 2005 года сторонники РДЦ изгнали епископа Аполлинария и его последователей изгнали из Успенского храма в Курске, и богослужения стали совершаться в ветхой церковной сторожке. Потеряв храмовое здание в Курске, епископ Аполлинарий, тем не менее, сумел склонить на свою сторону большое количество курских верующих, для которых был рукоположен священник. В том же году епископ Антоний (Баскаков) погибает при пожаре. Для пополнения епископата 30 апреля 2006 года в храме Покрова Пресвятой Богородицы на хуторе Новопокровский Приморско-Ахатарского района Краснодарского края епископ Аполлинарий, по согласованию с епископом Евмением (Титовым), совершил единоличное рукоположение Анастасия (Шистерова) (запрещённого в служении клирика РПСЦ Александра Шистерова, принятого в 2004 году) в сан епископа Екатеринодарского и Кавказского. Большим ударом по юрисдикции стало воссоединение в 2006 года Евмения (Титова) с Русской древлеправославной церковью, вследствие чего почти все приходы в Румынии вновь вошли в юрисдикцию РДЦ. Покаянное письмо епископа Евмения в адрес РДЦ было подвергнуто сомнению со стороны епископа Аполлинария (Дубинина), объявившего воссоединение не имевшим место, продолжая считать Евмения (Титова) единомысленным себе иерархом, находящимся в общении с его группой. На праздник Покрова Божией Матери — 14 октября 2006 года — епископы Аполлинарий (Дубинин) и Анастасий (Шистеров) рукоположили в сан епископа Ахтарского и Азово-Черноморского Иону (Игрушкина), который в скором времени стал играть заметную роль в жизни немногочисленных сторонников Курской архиепископии.
Между тем епископ Аполлинарий продолжал заниматься светской научной деятельностью и часто путешествовал по ближнему и дальнему Зарубежью, участвуя в различных конференциях. Он публиковал отчёты о своей деятельности, в которых описывались его встречи с инославными христианами, представителями нехристианских религий, а также открытое упоминание посещения различного рода светских мероприятий и не старообрядческих храмов, в том числе и в богослужебное время. Это вызвало возмущение со стороны ортодоксальных клириков и мирян «Древлеправославной церкви». Кроме того, критике подвергся епископ Анастасий (Шистеров), подолгу отлучающийся от своей паствы. 14 октября 2009 года на хуторе Новопокровский Приморско-Ахатарского района Краснодарского края епископ Иона (Игрушкин) созвал Собор, который запретил в служении епископов Аполлинария (Дубинина) и Анастасия (Шистерова) за «безответственное отношение к своим архипастырским обязанностям». Епископы Аполлинарий и Анастасий запрещения не признали, что означало раскол юрисдикции на две группы. Группа епископа Ионы, вскоре возведенного в сан архиепископа, усвоила наименование «Древлеправославная архиепископия». 31 августа 2012 года Древлеправославная архиепископия получила свидетельство о государственной регистрации централизованной религиозной организации, приступившей, в свою очередь, к регистрации своих местных общин.
29 августа 2010 года освятил место строительства нового храма своей Церкви на Звёздной улице в Курске. Община, настоятелем которой был Аполлинарий (Дубинин), насчитывала на то время более 600 человек. Постоянно там служил священноиерей Тимофей Харнаныкин. По состоянию на начало 2012 года религиовед Роман Лункин описывал состав группы епископа Аполлинария: "Верующие, общины и небольшие группы у архиепископии есть, помимо
Курска и Курской области, в Москве, Ижевске, Волгограде, Орле, Санкт-Петербурге, и других городах, а также в Швеции, Франции (община под Парижем), в Украине — Кременчуге, Николаеве, Кировоградской области. Большие приходские центры помимо Курска, где настоятельствует священноиерей Тимофей Харнаныкин, есть в Приморско-Ахтарске в Краснодарском крае, в селе Софьино Пензенской области действует киновия (небольшой монастырь) Покрова Пресвятой Богородицы, где с февраля 2011 года подвизаются священноинок Никодим (Елякин) и иеродиакон Варнава (Позин). В Тульче в Румынии есть храм св. Великомученицы Парасковии, настоятелем прихода является протоиерей Андрей Пахом. В Центральной России епископ Аполлинарий с миссионерской поездкой побывал в Воронеже, Курске, в Липецкой (г. Грязи; Тербунский р-н), Орловской (с. Тросна), Курской (Глушковский р-н) областях, в Западной Сибири — в Урске, Киселевске и Прокопьевске Кемеровской области.
Согласно Деяниям Освященного собора Русской древлеправославной церкви, «с течением времени его отношение к Церкви и её священноначалию смягчилось, а 5 марта 2016 года бывший священноинок Аполлинарий в Московской резиденции Патриарха Александра (Калинина) написал на имя Освященного Собора покаянное письмо, в котором в частности засвидетельствовал, что „несправедливо отделился в 1999 году от священноначалия Русской Древлеправославной Церкви, в чём раскаиваюсь, и прошу принять меня в церковное общение“. Сам бывший священноинок Аполлинарий по объективной причине не смог лично прибыть на Собор, о чём по телефону уведомил Патриарха Александра. Несмотря на это Собор всячески приветствует доброе намерение бывшего священноинока Аполлинария и свидетельствует, что Церковь с самой искренней любовью готова принять своего некогда утерянного сына и не воспомянет ему никаких ошибок, радуясь его покаянию и желанию мира. В этой связи Собор благословил Патриарха Александра — духовного отца бывшего священноинока Аполлинария, взять его на исповедь и затем принять в церковное общение в чине инока согласно церковным правилам». Однако Аполлинарий (Дубинин) продолжил через некоторое время носить панагию и представляться старообрядческим епископом, что вероятно, означает возобновление деятельности его «Курской епископии». В «Заключении Комиссии Русской Православной старообрядческой Церкви по диалогу с Древлеправославной Архиепископией…» 2017 года указывалось, что «епископ Аполинарий (Дубинин) в настоящее время не участвует в управлении церковными делами по состоянию здоровья». В ноябре 2019 года выступил с приветственным словом в XIII Международной научно-практической конференции «Старообрядчество: История, культура, современность» в Москве, где был представлен как епископ Древлеправославной архиепископии.
Постоянно проживал в Щёлкове (Московская область).
Скончался в ночь на 12 января 2021 года в Курске.